# Ornipholidotos fumosa
Ornipholidotos fumosa är en fjärilsart som beskrevs av Schultze och Aurivillius 1910/11. Ornipholidotos fumosa ingår i släktet Ornipholidotos och familjen juvelvingar. Inga underarter finns listade i Catalogue of Life.